# Guicciardini

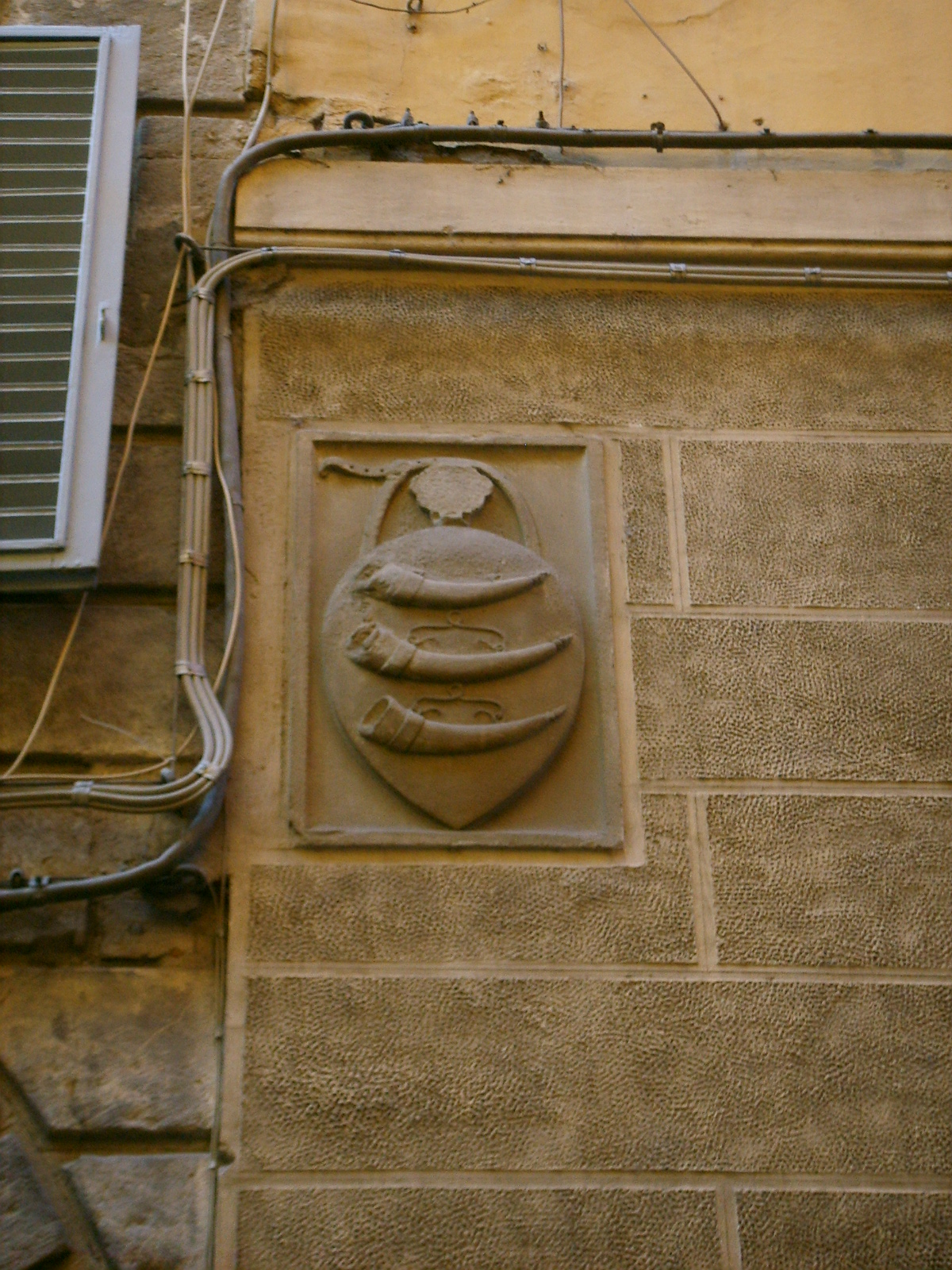
Stemma familiare in Borgo Santo Spirito, Firenze

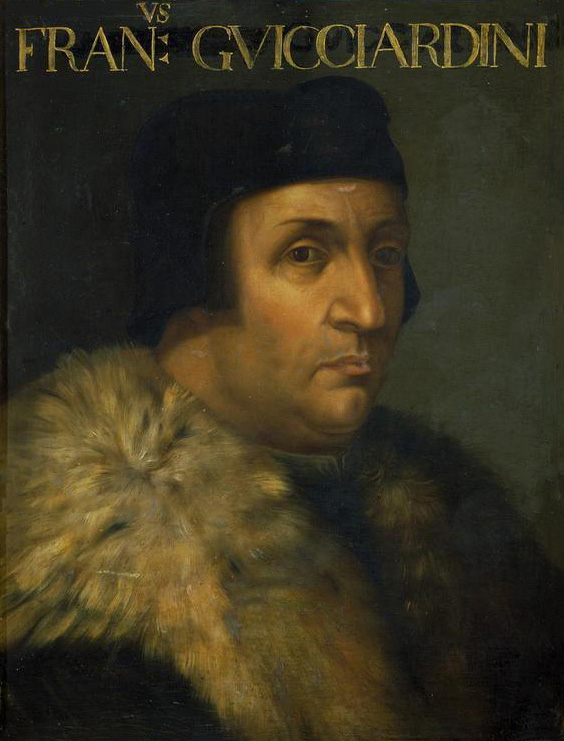
Ritratto di Francesco Guicciardini

I Guicciardini sono una famiglia fiorentina tra le più importanti nella storia politica e sociale della città.

## Storia
I Guicciardini giunsero probabilmente dalla Val di Pesa, dove erano ricchi proprietari, tra l'altro, del castello di Poppiano, verso la seconda metà del XIII secolo, e si stabilirono nel sesto di Santa Felicita in Oltrarno, dove possedevano alcune case nel Borgo di Piazza, la via che oggi prende il nome da essi. Alcuni storici indicano la possibile origine familiare anche a Bologna, dove esistette un certo senatore Guicciardini nel medioevo, o nel Mugello, come suggeriva negli anni Venti Paolo Guicciardini, che indicava la sua famiglia come discendente da quella dei Suavizzi.
Un primo esponente conosciuto è Guicciardino Guicciardini, che fu padre di Tuccio, un ricco mercante che agli inizi del Trecento inaugurò la serie di uomini politici della famiglia. In totale la famiglia ebbe sedici Gonfalonieri di Giustizia e quarantotto priori.
Il nipote di Tuccio, Piero, iniziò una serie di acquisti per ampliare le proprietà familiari, che ebbe luogo tra il 1345 e il 1362 e che culminò con l'acquisto della prestigiosa Torre dei Malefici, che dominava il Borgo di Piazza. Fin dall'epoca essi ebbero il patronato dell'antica chiesa di Santa Felicita, dove sono sepolte molte personalità familiari.
Nel Quattrocento Luigi di Piero Guicciardini era fautore di Cosimo de' Medici e per lui e per suo figlio Piero de' Medici compì numerose ambascerie presso varie corti italiane. Nel 1466 per esempio fu con Bernardo Giugni a Milano per aiutare Gian Galeazzo Sforza nel delicato periodo della successione al padre Francesco.
Il fratello minore di Luigi, Jacopo Guicciardini, fu Gonfaloniere di Giustizia nel 1477 e consigliò Lorenzo il Magnifico di non inasprire i contrasti con la famiglia Pazzi, contrasti che di lì a un anno portarono alla tragica Congiura dei Pazzi. Quando morì nel 1490 Jacopo era considerato in città il braccio destro di Lorenzo, secondo per peso politico solo al signore di fatto della città.
Figura preminente della famiglia è il grande storico e uomo politico Francesco Guicciardini (1483-1540), uno dei grandi fiorentini illustri. Ambasciatore in Spagna per conto della Repubblica fiorentina, dopo il ritorno dei Medici in città (1512), divenne per conto di Leone X prima e di Clemente VII poi, governatore di alcune province dello Stato della Chiesa. Diventato responsabile della politica estera della curia romana e luogotenente delle truppe pontificie, fu tra i maggiori responsabile dell'organizzazione della Lega di Cognac contro Carlo V. Dopo il tracollo del Sacco di Roma e il ritorno a Firenze fu al servizio del Duca Alessandro de' Medici, ma con l'avvento di Cosimo I si ritirò a vita privata. In quel periodo redasse la fondamentale Storia d'Italia in venti libri, tra i resoconti più curati e documentati del periodo storico tra il 1494 (scesa in Italia di Carlo VIII di Francia) e il 1534 (morte di Clemente VII), summa politica di stampo rinascimentale dall'ampio respiro europeo.
Col tempo i possedimenti nella zona vennero ampliati fino a quando tra il 1620 e il 1625 venne realizzato il Palazzo Guicciardini, il principale della famiglia.
Nel 1604 Piero Guicciardini sposò Simona Machiavelli e fu in seguito investito del titolo di marchese di Campiglia in Val d'Orcia come premio per le ambascerie svolte a Roma per conto di Cosimo II. Il marchese impose alla discendenza che titolo e possedimenti si trasmettessero al solo figlio primogenito senza divisioni, almeno fino a quando tali disposizioni vennero abolita dal Granduca Pietro Leopoldo nel 1866. Tra le grandi famiglie possidenti fiorentine, i Guicciardini vissero gli anni del Granducato nella ricchezza e la tranquillità, contando dodici senatori sotto i Medici o i Lorena.
Un altro importante esponente familiare fu il conte Francesco Guicciardini, figlio di Luigi, importante economista e uomo politico a cavallo fra Otto e Novecento, sindaco di Firenze, deputato alla Camera, e più volte ministro nel Governo Sonnino (degli Esteri) e Starrabba (dell'Agricoltura, Industria e Commercio).

## Stemma
Lo stemma dei Guicciardini è un'arma parlante, cioè riporta un disegno che richiama il nome familiare, in questo caso tre guicciarde (corni da caccia) d'argento in campo azzurro. Le guicciarde richiamavano la caccia, passatempo preferito dalla nobiltà feudale.

## Albero genealogico essenziale
```
Guicciardino Guicciardini (m. dopo 1150)
│
└─Mercatante (m. dopo il 1199)
  │
  └─
Guicciardino Guicciardini

    │
    └─
Tuccio Guicciardini

      │
      ├─
Simone Guicciardini
, primo priore e gonfaloniere di giustizia nel 1302
      │ │
      │ ├─Giovanni, gonfaloniere di compagnia nel 1334
      │ ├─Luca, gonfaloniere di giustizia nel 1348 e priore delle Arti nel 1353
      │ └─Stoldo o Sozzo (1293-1315 circa), un suo sigillo è conservato al 
Museo del Bargello

      │
      └─Ghino (m. dopo il 1302)
        │
        ├─Niccolò, ambasciatore nel 1328 e nel 1343
        │ │
        │ └─Francesco, priore delle Arti nel 1391, nel 1404 e nel 1412
        │
        └─
Piero di Ghino Guicciardini
 (m. 1369), ingrandì i possedimenti immobiliari della famiglia 
          │
          └─
Luigi Guicciardini
 (m. 1402), ambasciatore e gonfaloniere di giustizia nel 
1378
, sposò Costanza 
Strozzi

            │
            ├─Niccolò (m. 1407), priore delle Arti nel 1399 e nel 1406
            │ │
            │ ├─Giovanni (m. 1480), priore delle Arti nel 1463
            │ │ │
            │ │ └─Niccolò (1446-1495), priore delle Arti nel 1493
            │ │   │
            │ │   └─Giovanni (1489-1553)
            │ │     │
            │ │     └─Niccolò (1531-1598)
            │ │       │
            │ │       ├─Pandolfo, Cavaliere dell'
Ordine di Malta
 dal 1558
            │ │       ├─Giovanni
            │ │       └─Tommaso (1568-1621)
            │ │         │
            │ │         └─Niccolò, Cavaliere dell'
Ordine di Malta
 dal 1638
            │ │
            │ └─Battista (m. 1450), priore delle Arti nel 1430
            │
            ├─
Piero di Luigi Guicciardini

            │ │
            │ ├─
Jacopo Guicciardini
 (1397-1490)
            │ │ │ 
            │ │ └─Piero di Jacopo Guicciardini, sposò Simona Gianfigliazzi
            │ │   │
            │ │   ├─Jacopo (1480-1552), nel 
1515
 acquistò Palazzo Benizzi e unì la proprietà a palazzo Guicciardini
            │ │   │ │
            │ │   │ └─Angelo (1506-1567), senatore
            │ │   │   │
            │ │   │   ├─Gualterotto (1560-1608)
            │ │   │   │ │
            │ │   │   │ └─Francesco (1595-1665), senatore
            │ │   │   │
            │ │   │   └─Jacopo (m. 1599), cavaliere di Malta
            │ │   │
            │ │   ├─Maddalena
            │ │   │
            │ │   ├─
Francesco Guicciardini
 (1483-1540) storico e uomo politico
            │ │   │ │
            │ │   │ ├─Simona, sposata a Piero 
Capponi
 (
1529
)
            │ │   │ ├─Laudomia, sposata a Pandolfo 
Pucci
 (
1533
)
            │ │   │ └─Elisabetta, tra le candidate a sposare 
Cosimo I de' Medici
, sposò poi Alessandro 
Capponi
 (
1537
)
            │ │   │
            │ │   ├─
Luigi (1487-1551)
, priore e gonfaloniere di giustizia nel 1527, scrisse un noto resoconto del 
Sacco di Roma

            │ │   │ │
            │ │   │ └─Niccolò (1510-1557), senatore
            │ │   │   │
            │ │   │   ├─Lorenzo (1539-1613), senatore
            │ │   │   │ │
            │ │   │   │ ├─Filippo, tesoriere segreto papale e Rettore del
la Sapienza
 nel 1622
            │ │   │   │ └─Luigi (m. 1625), Rettore della Sapienza nel 1607
            │ │   │   │
            │ │   │   └─Francesco, Cavaliere di Malta dal 1565
            │ │   │
            │ │   ├─Borgianni (1492-1549)
            │ │   │ 
            │ │   └─Girolamo (1497-1555), priore, cavaliere e ambasciatore
            │ │     │ 
            │ │     └─Angelo (1525-1581), ambasciatore
            │ │       │ 
            │ │       └─Cosimo (1550-1621), ambasciatore e senatore
            │ │         │ 
            │ │         └─Angelo (1587-1633), senatore
            │ │           │ 
            │ │           └─Francesco (m. 1657)
            │ │             │ 
            │ │             └─Lorenzo (1652-1710)
            │ │               │ 
            │ │               ├─Francesco (m. 1780), Cameriere d'onore di 
Cosimo III
 e di 
Anna Maria Luisa de' Medici
, 
            │ │               │ │ ebbe il titolo di Conte riconosciuto dal Granduca nel 1726, sposò Luisa Maria Pucci di Barsento e poi Claudia Feroni
            │ │               │ └─Lorenzo (1754-1812), sposò Lucrezia Pucci, nel 
1804
 in occasione delle sue nozze fece ristrutturare 
            │ │               │   │  il giardino di 
Palazzo Guicciardini

            │ │               │   │ 
            │ │               │   └─Luigi Guglielmo (1810-1864)
            │ │               │     │ 
            │ │               │     └─
Francesco Guicciardini
 (1851-1915), sindaco di Firenze, deputato e ministro
            │ │               │         │   sposò Luisa Strozzi (1859-1929)
            │ │               │         │ 
            │ │               │         ├─Paolo Guicciardini (1880-1955), sposò Augusta Orlandini del Beccuto, fece ristrutturare 
Palazzo Guicciardini
 nel 
1922

            │ │               │         ├─Piero Guicciardini (1883-1961) sposò Maria Luisa Bombicci Pontelli, ereditando il palazzo di Corso dei Tintori 19-21 a Firenze 
            │ │               │         │  │  ─->ramo ancora esistente
            │ │               │         │  ├─
Roberto Guicciardini
 (1933-2017), regista teatrale sposò Margherita Pecol di Torino
            │ │               │         │  │ │
            │ │               │         │  │ ├─ Piero Paolo Guicciardini (1962-), fece ristrutturare 
Palazzo Guicciardini
 nel 
2007

            │ │               │         │  │ │  │
            │ │               │         │  │ │  ├─ Francesco Emanuele Guicciardini (1995-)
            │ │               │         │  │ │  └─ Costanza Maria Guicciardini (2007-)
            │ │               │         │  │ │
            │ │               │         │  │ ├─ Tucciofrancesco Guicciardini (1966-)
            │ │               │         │  │ │  │
            │ │               │         │  │ │  ├─ Niccolò Guicciardini (1984-)
            │ │               │         │  │ │  └─ Lodovico Guicciardini (1997-)
            │ │               │         │  │ │
            │ │               │         │  │ └─ Luisa Guicciardini (1974-)
            │ │               │         │  │
            │ │               │         │  └─Girolamo Guicciardini Strozzi (1938-), diede vita al ramo Guicciardini Strozzi, principi di Forano e duchi di Bagnolo
            │ │               │         │ 
            │ │               │         ├─Niccolo' Guicciardini (1885-1956)
            | |               |         |  |__Francesco Luigi Guicciardini (1917-2001)
            | |               |         |    |__Antonio Guicciardini Salini (1957-) con atto di adozione nel  1987. Fece ristrutturare Palazzo Guicciardini nel 2007
            | |               |         |       |__ Lavinia Guicciardini Salini (1992-)
            | |               |         |
            │ │               │         └─Leone Guicciardini (1895-1981)
            │ │               │               │
            │ │               │               └─Jacopo Guicciardini (1945- ) 
            │ │               │                     │
            │ │               │                     ├─ Dianora Guicciardini (1976- )
            │ │               │                     ├─ Francesca Guicciardini (1978- )
            │ │               │                     ├─ Leone Guicciardini (1984- )
            │ │               │                     └─ Ottavia Guicciardini (1999- )
            │ │               │ 
            │ │               └─Ferdinando Leone Guicciardini (1782-1833)
            │ │                 │
            │ │                 └─Carlo Ferdinando (1825-1862), sposò Giulia Pucci di Barsento
            │ │                    │
            │ │                    └─Ferdinando (1845-1910), ramo ancora esistente
            │ │                    │  └─Lorenzo (1879-1962)
            │ │                    │     └─Guicciardino Ferdinando (1879-1962)
            │ │                    │        |
            │ │                    │        ├─Ferdinando
            │ │                    │        ├─Piera
            │ │                    │        └─Maria Serena
            │ │                    │
            │ │                    └─Lodovico (1862-1936), sposò Francesca Corsi Salviati
            │ │                         │
            │ │                         └─Giulio (1887-1958), marchese di Montepascali,  ramo ancora esistente
            │ │
            │ ├─
Luigi di Piero Guicciardini
 (1407-1487)
            │ │ │
            │ │ └─
Ranieri Guicciardini
 (m. 1503), rettore dell'
Università di Pisa
, 
vescovo di Cortona

            │ │
            │ └─Niccolò
            │
            └─
Giovanni Guicciardini

              │
              └─[varie generazioni]
                │
                └─
Marchese Piero Guicciardini
 (XVIII secolo), primo Marchese di Campiglia, sposò Simona Machiavelli
```

## Luoghi e Architetture
Castelli
- Castello di Poppiano

Palazzi
- Palazzo Guicciardini
- Palazzo Bardi-Guicciardini

Ville
- Villa Guicciardini Corsi Salviati
- Villa Guicciardini
- Villa Guicciardini di Vico